# Love Simple
Pour plus de détails, voir Fiche technique et Distribution.
Love Simple est une comédie dramatique américaine.

## Fiche technique
- Réalisation : Mark von Sternberg
- Scénario : Mark von Sternberg
- Musique : Danny Mordujovich
- Directeur artistique :
- Décors :
- Costume :
- Photo :
- Montage :
- Producteur : Cubicle Warrior
- Distribution :
- Budget :
- Langue : anglaise

## Distribution
- Francisco Solorzano
- Patrizia Hernandez
- John Harlacher
- Caitlin Fitzgerald
- Israel Horovitz